# Saint-Maurice-la-Clouère
Saint-Maurice-la-Clouère és un municipi francès situat al departament de la Viena i a la regió de la Nova Aquitània. L'any 2007 tenia 1.136 habitants.

## Demografia

### Població
El 2007 la població de fet de Saint-Maurice-la-Clouère era de 1.136 persones. Hi havia 452 famílies de les quals 108 eren unipersonals (54 homes vivint sols i 54 dones vivint soles), 153 parelles sense fills, 172 parelles amb fills i 19 famílies monoparentals amb fills.
La població ha evolucionat segons el següent gràfic:
Habitants censats

### Habitatges
El 2007 hi havia 535 habitatges, 459 eren l'habitatge principal de la família, 24 eren segones residències i 52 estaven desocupats. 527 eren cases i 8 eren apartaments. Dels 459 habitatges principals, 368 estaven ocupats pels seus propietaris, 81 estaven llogats i ocupats pels llogaters i 10 estaven cedits a títol gratuït; 2 tenien una cambra, 12 en tenien dues, 63 en tenien tres, 130 en tenien quatre i 251 en tenien cinc o més. 352 habitatges disposaven pel capbaix d'una plaça de pàrquing. A 197 habitatges hi havia un automòbil i a 228 n'hi havia dos o més.

### Piràmide de població
La piràmide de població per edats i sexe el 2009 era:
| Homes | Edats   | Dones |
| ----- | ------- | ----- |
| 0     | 95 o +  | 0     |
| 4     | 90 a 94 | 4     |
| 8     | 85 a 89 | 12    |
| 4     | 80 a 84 | 8     |
| 20    | 75 a 79 | 16    |
| 24    | 70 a 74 | 44    |
| 36    | 65 a 69 | 24    |
| 24    | 60 a 64 | 32    |
| 20    | 55 a 59 | 8     |
| 24    | 50 a 54 | 20    |
| 40    | 45 a 49 | 28    |
| 40    | 40 a 44 | 44    |
| 60    | 35 a 39 | 52    |
| 40    | 30 a 34 | 32    |
| 20    | 25 a 29 | 44    |
| 28    | 20 a 24 | 16    |
| 48    | 15 a 19 | 36    |
| 28    | 10 a 14 | 48    |
| 32    | 5 a 9   | 28    |
| 32    | 0 a 4   | 20    |

## Economia
El 2007 la població en edat de treballar era de 711 persones, 547 eren actives i 164 eren inactives. De les 547 persones actives 520 estaven ocupades (267 homes i 253 dones) i 27 estaven aturades (8 homes i 19 dones). De les 164 persones inactives 68 estaven jubilades, 60 estaven estudiant i 36 estaven classificades com a «altres inactius».

### Ingressos
El 2009 a Saint-Maurice-la-Clouère hi havia 470 unitats fiscals que integraven 1.197 persones, la mediana anual d'ingressos fiscals per persona era de 16.774 €.

### Activitats econòmiques
Dels 55 establiments que hi havia el 2007, 1 era d'una empresa extractiva, 1 d'una empresa alimentària, 3 d'empreses de fabricació d'altres productes industrials, 17 d'empreses de construcció, 13 d'empreses de comerç i reparació d'automòbils, 2 d'empreses de transport, 1 d'una empresa d'hostatgeria i restauració, 1 d'una empresa financera, 1 d'una empresa immobiliària, 11 d'empreses de serveis, 3 d'entitats de l'administració pública i 1 d'una empresa classificada com a «altres activitats de serveis».
Dels 22 establiments de servei als particulars que hi havia el 2009, 2 eren tallers de reparació d'automòbils i de material agrícola, 1 taller d'inspecció tècnica de vehicles, 3 paletes, 4 guixaires pintors, 3 fusteries, 2 lampisteries, 3 electricistes, 3 veterinaris i 1 restaurant.
Dels 4 establiments comercials que hi havia el 2009, 1 era una fleca, 1 una botiga de material esportiu, 1 un drogueria i 1 una floristeria.
L'any 2000 a Saint-Maurice-la-Clouère hi havia 37 explotacions agrícoles que ocupaven un total de 2.813 hectàrees.

## Equipaments sanitaris i escolars
El 2009 hi havia una escola elemental.

## Poblacions més properes
El següent diagrama mostra les poblacions més properes.